# NGC 3441
NGC 3441 (другие обозначения — UGC 5993, MCG 1-28-17, ZWG 38.40, ARAK 263, PGC 32642) — спиральная галактика (Sc) в созвездии Лев.
Этот объект входит в число перечисленных в оригинальной редакции «Нового общего каталога».
В галактике вспыхнула сверхновая SN 2004bn типа II, её пиковая видимая звездная величина составила 18,8.
Галактика NGC 3441 входит в состав группы галактик NGC 3462. Помимо NGC 3441 в группу также входят NGC 3425, NGC 3427 и NGC 3462.